# Внешняя политика Джибути
Внешняя политика Джибути — общий курс Джибути в международных делах. Внешняя политика регулирует отношения Джибути с другими государствами. Реализацией этой политики занимается Министерство иностранных дел Джибути.

## История
Будучи небольшой и бедной страной, Джибути старается поддерживать хорошие отношения с различными иностранными партнёрами. К началу 2016 года Соединённые Штаты Америки, Франция и Япония разместили своих военнослужащих в Джибути, а Китай и Саудовская Аравия находились в процессе строительства своих военных баз в этой стране. Джибути — единственная страна в мире, в которой размещены военные базы и США, и Китая (с 2017). Стратегическая важность размещения военных объектов обусловлена близостью Баб-эль-Мандебского пролива, через который проходит значительная часть мировой торговли.
Джибути стремится играть стабилизирующую роль в напряжённой региональной политике стран Африканского Рога. В 2008—2009 годах в Джибути проходили спонсируемые ООН переговоры о прекращении гражданской войны в Сомали («Джибутийский процесс»), а в конце 2009 года проводились военные учения с целью подготовки войск Переходного федерального правительства Сомали. 

Франция — ближайший западный союзник Джибути. Будучи бывшей французской колонией, Джибути сильно зависит от Франции в плане экономической и национальной безопасности. Французы вкладывают 720 млн долларов США в год в экономику Джибути. В 1977 году страны подписали двустороннее соглашение об обороне, согласно которому Франция должна вмешаться, чтобы защитить правительство Джибути в случае внешней агрессии. Хотя это соглашение действует, Франция начала сокращать своё военное присутствие в Джибути.
Военно-экономические соглашения с Францией обеспечивают постоянную безопасность и экономическую помощь. Французский военный госпиталь является ключевым центром для оказания травматологической помощи в этой стране, персонал которого помог стабилизировать состояние пострадавших после террористического нападения на эсминец США USS Cole (DDG-67) в октябре 2000 года.
После обретения независимости в 1977 году Республика Джибути стала членом Лиги арабских государств, хотя в этнически смешанном населении страны арабов насчитывается не более 6 тыс. человек. Членство Джибути в Лиге арабских государств позволяет Саудовской Аравии оказывать финансовую и дипломатическую поддержку этой стране. 
Иран: в июле 1998 года Иран и Джибути подписали соглашение о взаимопонимании с целью укрепления политических, экономических, торговых и промышленных связей. В документе подчёркивается сотрудничество на международных, региональных и исламских форумах. Правительство Джибути также выразило заинтересованность в создании нефтеперерабатывающего завода с помощью иранского правительства. Из-за стратегического географического значения Африканского Рога обе страны стремятся к миру и безопасности в регионе.
Джибути является членом Лиги арабских государств (ЛАГ) и Организации исламского сотрудничества (ОИК), а также Африканского союза (АС), Межправительственной организации по вопросам развития (МОВР), Общего рынка Восточной и Южной Африки (КОМЕСА) и Франкофонии.
Джибути также является членом Восточноафриканского координационного механизма резервных бригад (EASBRICOM), которым в 2012 году командовал джибутийский генерал.
Межправительственная организация по вопросам развития (МОВР) является правопреемником Межправительственной организации по проблемам засухи и развития (МОВР), созданного в 1986 году шестью восточноафриканскими странами, пострадавшими от засухи, для координации развития на Африканском Роге. Штаб-квартира МОВР находится в Джибути. В апреле 1996 года по рекомендации глав государств и правительств Совет министров МОВР определил приоритетные области сотрудничества: предотвращение и урегулирование конфликтов, гуманитарные вопросы; развитие инфраструктуры (транспорт и связь); продовольственная безопасность и защита окружающей среды.

## По странам
Российско-джибутийские отношения
Дипломатические отношения между СССР и Джибути были установлены 3 апреля 1978 года. В январе 1992 года правительство Джибути признало Российскую Федерацию в качестве правопреемницы СССР.
 
Россия неоднократно оказывала гуманитарную помощь Джибути в связи со стихийными бедствиями.
Американо-джибутийские отношения
см. также: Внешняя политика США; Военные объекты США за рубежом
Между США и Джубути сложились хорошие отношения. В апреле 1977 года Соединённые Штаты открыли генеральное консульство в Джибути. После того, как спустя несколько месяцев независимость Джибути была признана, статус генерального консульства США был повышен до посольства; в октябре 1980 года прибыл первый посол США в Джибути. 
13 июня 1992 года Соединённые Штаты и Джибути договорились о сотрудничестве в оборонной сфере.
В стране, на окраине международного аэропорта Джибути, находится военная база «Кэмп-Лемонье» (Camp Lemonnier), самая крупная постоянная военная база США  на континенте и узловой центр американского военного присутствия в Африке.
На базе постоянно находится около 300 военнослужащих США  (всего же в Африке находилось в 2006 году лишь 1 % всех сил специального назначения, размещенных за пределами США, то в 2016 — уже примерно 17 % — 1700 военнослужащих в 20 африканских странах). Их основные ударные средства — беспилотники и патрульные самолёты, с неё проводятся воздушные операции и операции с использованием дронов.
Стратегическая важность этого объекта обусловлена близостью Баб-эль-Мандебского пролива, через который проходит значительная часть мировой торговли.
1,2 млрд долларов, выделенных на превращение «Кэмп-Лемонье» в постоянную базу, 228 млн долларов для создания на территории этой базы центра специальных операций ВМС — среди наиболее крупных ассигнований США в регионе.
Китайско-джибутийские отношения
см. также: Внешняя политика КНР; Экономическая экспансия Китая в Африке
В ходе своего визита в 1998 году председатель Китайской Народной Республики Цзян Цзэминь положительно оценил развитие джибутийско-китайских отношений, несмотря на международную и внутреннюю обстановку. Джибути поддерживает политику одного Китая. 
- База ВМФ КНР в Джибути[англ.] (открыта в 2017 г.)

также: Japan Self-Defense Force Base Djibouti (см. Джибутийско-японские отношения, Силы самообороны Японии)